# Diva Pieranti
Diva Pieranti (1930 - Rio de Janeiro, 27 de outubro de 2012) foi uma cantora lírica brasileira.
Considerada uma das maiores sopranos brasileira de sua geração, iniciou seus estudos na adolescência e neste período, chegou a participar do Maggio Musicale Fiorentino, sendo apontada como uma revelação.  Aos 17 anos de idade, estreou no Teatro Municipal do Rio de Janeiro, palco este que lhe concedeu uma medalha de ouro em 2009 por ser uma das artistas que mais se apresentaram no Municipal.
Diva cantou ao lado de personalidades, como Maria Callas, Renata Tebaldi, Boris Christoff, entre outros.